# Pedro de Lugo Albarracín
Pedro de Lugo Albarracín,  (Santafé, s. xvii – ?, c. 1666). Escultor y fundidor neogranadino.

## Obra
De acuerdo a los libros capitulares de la Catedral de Bogotá o Archivum Capitulare Archidioceseos Bogotensis, el 15 de febrero de 1656. Se Contrató para el Padre Bernardino de Rosas: Un Cristo Crucificado y otro descolgado. También se encuentra entre sus obras que existen en Bogotá las siguientes imágenes: El Crucifijo de la Iglesia de Las Nieves. El Señor Caído de la Iglesia de Las Nieves. El Señor de la Columna de la Iglesia de Las Nieves. El Señor Caído de la Iglesia del Carmen. El Señor de la Columna para la Iglesia del Carmen (hoy en la Iglesia de la Tercera). El Ecce Homo de la Iglesia de San Ignacio (media figura de tamaño natural policromada). El Señor de la Misericordia y Jesús Nazareno de San Agustín. Dos Angelitos de 40 cm de alto, en pasta y con manos de plomo, que se encuentran hoy en la iglesia de Monserrate. El Señor de la Torre, para la iglesia de la Tercera.

## Señor Caído
Dentro de los aspectos del contrato para la confección del señor Caído se denota lo siguiente: «Más doi en descargo —dicen las cuentas del licenciado Bernardino de Rosas y citado por Hernández de Alba— por la hechura de un Santo Cristo Caído a los azotes y clavado en la cruz, que está en la sacristía, que los costos que tuvo fueron cuarenta patacones». Asegura Hernández de Alba que es El Señor Caído de Monserrate ¡El divino! y continúa con una muy cálida y emotiva descripción «[...] él que intuyó el artista en esa imagen soberana que avasalla de pavor y grandeza. Cárdena y sangrente encarnación, hinojos lacerados, sangre en hilos trágicos envuelve el mártir, que arrancando a su dolor una lágrima estremece [...]».